# Daniel Anckermann

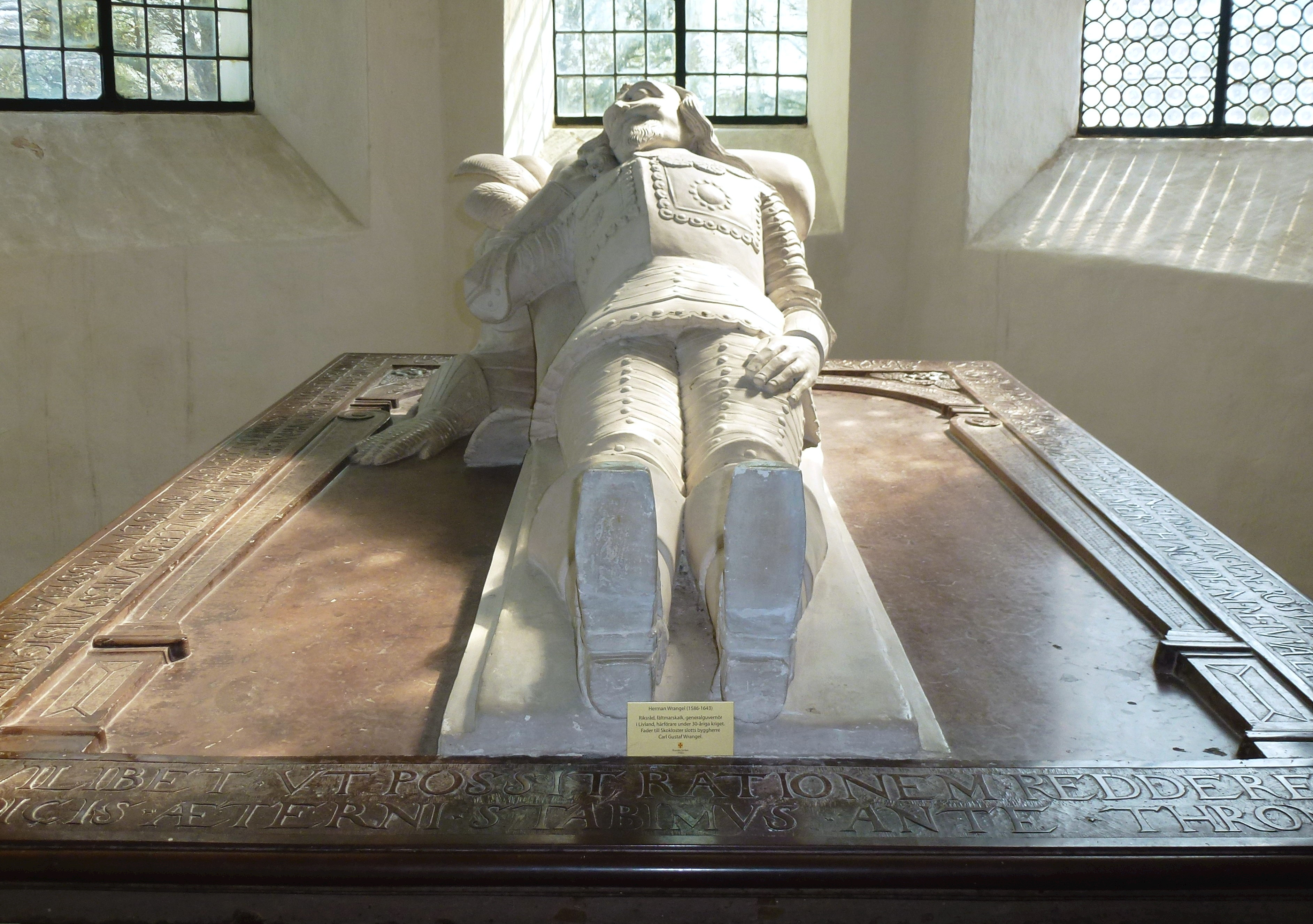
Skulptur av Herman Wrangel i Wrangelska gravkoret i Skoklosters kyrka

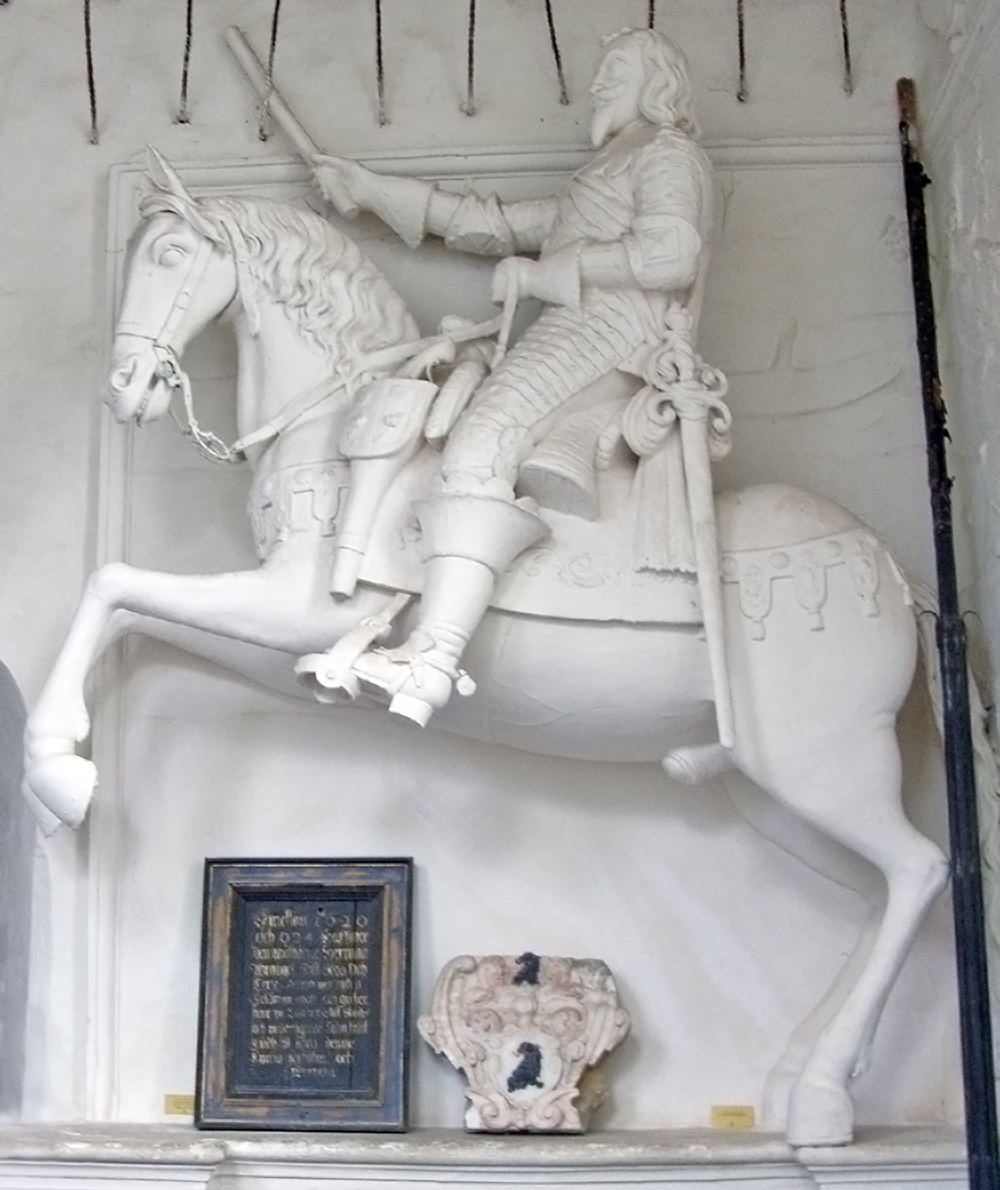
Ryttarstay av Herman Wrangel i Wrangelska gravkoret i Skoklosters kyrka

Daniel Anckermann, född omkring 1590 i Mecklenburg, död omkring 1660, var en tysk skulptör och stuckatör.
Daniel Anckermann var verksam framför allt i Tyskland, Sverige och Baltikum under perioden 1605–60. Få av hans verk finns kvar idag. Det är känt att han tidigt under sin karriär svarade för takdekorationer på de senare nedbrunna taken i slottet i Dargun 1617–1625  och i slottet i Güstrow 1620, varav stora delar bevarats. I Stockholm arbetade han 1641–44 med dekorationer i slottet Makalös. Han arbetade därefter 1646–49 för Jakob de la Gardie på Jakobsdals slott i Solna och i Uppsala. År 1656 lämnade han Sverige och reste till Riga, där han arbetade med Rigas slott. Därefter saknas uppgifter om hans leverne.
I Skoklosters kyrka finns bland annat en relief med motiv från slaget vid Gurzno 1629 och två skulpturer av Herman Wrangel i Wrangelska gravkoret från omkring 1645.
I Strängnäs domkyrka finns stuckaturer med motiv av Gyllenhielms strider till sjöss från 1649–52. På Gyllenhielmska gravkoret finns stuckatur, som föreställer slaget vid Kokenhusen 1601 mellan svenska och polacker.